# Hurst & Middleton
Hurst & Middleton, zuvor G. Hurst, war ein britischer Hersteller von Automobilen.

## Unternehmensgeschichte
George Hurst betrieb zusammen mit seinem Partner Lewis A. Lloyd das Unternehmen Hurst & Lloyd in London. Nach der Trennung im Jahre 1900 gründete er in Holloway (London) sein eigenes Unternehmens namens G. Hurst und begann mit der Produktion von Automobilen. Der Markenname lautete Hurst. 1906 trat R. E. Middleton ins Unternehmen ein, das daraufhin in Hurst & Middleton Ltd. umbenannt wurde. Der Markenname lautete nun Hurmid für ein Modell. 1907 endete die Produktion.

## Fahrzeuge
1900 erschien der Hurst 12 HP mit einem Zweizylindermotor. Der Hurst 24 HP wurde nur 1902 angeboten und hatte einen Vierzylinder-Reihenmotor mit 5,2 Liter Hubraum. Sein Radstand betrug 2438 mm.
1906 erschienen neue Serienmodelle. Der Hurst 15/18 HP war ebenfalls mit einem Vierzylindermotor ausgestattet, der 3,3 Liter Hubraum besaß. Sein Radstand wird mit 2819 mm angegeben. Das mittlere Modell war der Hurst 30 HP mit Sechszylinder-Reihenmotor, dessen Hubraum 5,6 Liter betrug. Er hatte 3124 mm Radstand. Das Spitzenmodell war der Hurst 60 HP auf dem gleichen Fahrgestell, dessen Motor – ebenfalls mit sechs Zylindern ausgestattet – 8,6 Liter Hubraum aufwies.
Letztes Modell war der Hurmid 30/40 HP. Sein Sechszylindermotor hatte 5880 cm³ Hubraum.

## Modelle
| Modell          | Erscheinungsjahr bzw. Bauzeit | Zylinder | Hubraum  | Radstand | Quelle      |
| --------------- | ----------------------------- | -------- | -------- | -------- | ----------- |
| Hurst 12 HP     | 1900                          | 2        |          |          | [ 3 ]       |
| Hurst 24 HP     | 1902                          | 4 Reihe  | 5185 cm³ | 2438 mm  | [ 3 ] [ 4 ] |
| Hurst 10 HP     | 1906                          | 4 Reihe  |          |          | [ 3 ]       |
| Hurst 15/18 HP  | 1906                          | 4 Reihe  | 3295 cm³ | 2819 mm  | [ 3 ] [ 4 ] |
| Hurst 30 HP     | 1906                          | 6 Reihe  | 5560 cm³ | 3124 mm  | [ 3 ] [ 4 ] |
| Hurst 60 HP     | 1906                          | 6 Reihe  | 8601 cm³ | 3124 mm  | [ 4 ]       |
| Hurmid 30/40 HP | 1906–1907                     | 6 Reihe  | 5880 cm³ |          | [ 1 ] [ 2 ] |